# XXL (banda)
XXL foi uma band girl macedónia de Skopje que representou a Macedônia do Norte no Festival Eurovisão da Canção 2000 com a canção "100% te ljubam" ("Amo-te 100%") em Estocolmo, Suécia. Foram gravadas versões da canção em macedónio e em inglês. John Kennedy O'Connor sugere na sua obra The Eurovision Song Contest - The Official History que a sua aparência e coreografia fizeram quase excluir as vozes das cantoras, o que terá contribuído para a fraca votação final.
Os membros da banda eram: Marija Nikolova, Ivona Džamtovska, Rosica Nikolovska e Verica Karanfilovska.